# 阿龙·克卢格
阿龙·克卢格爵士，OM，PRS（英語：Sir Aaron Klug，1926年8月11日—2018年11月20日），出生于立陶宛的英国化学家和生物物理学家。因用晶体学电子显微镜技术在病毒以及其他由核酸与蛋白质构成的粒子的结构分析方面都做出了卓越的贡献，1982年获得诺贝尔化学奖。

## 教育和早年生活
克卢格出生于立陶宛泽尔瓦一个犹太教家庭，他在两岁时就移居南非。